# Liocrobyla
Liocrobyla là một chi bướm đêm thuộc họ Gracillariidae.

## Các loài
- Liocrobyla brachybotrys Kuroko, 1960
- Liocrobyla desmodiella Kuroko, 1982
- Liocrobyla kumatai Kuroko, 1982
- Liocrobyla lobata Kuroko, 1960
- Liocrobyla minima (Noreika, 1992)
- Liocrobyla paraschista Meyrick, 1916
- Liocrobyla saturata Bradley, 1961
- Liocrobyla tephrosiae Vári, 1961